# Слипи-Ай (город, Миннесота)
Слипи-Ай (англ. Sleepy Eye) — город в округе Браун, штат Миннесота, США. На площади 5,1 км² (4,3 км² — суша, 0,7 км² — вода), согласно переписи 2002 года, проживают 3515 человек. Плотность населения составляет 810,8 чел./км².
- Телефонный код города — 507
- Почтовый индекс — 56085
- FIPS-код города — 27-60844[1]
- GNIS-идентификатор — 0652150[2]